# Agnathosia sandoeensis
Agnathosia sandoeensis is een vlinder uit de familie echte motten (Tineidae). De wetenschappelijke naam is voor het eerst geldig gepubliceerd in 1977 door Jonasson.
De soort komt voor in Europa.